# Ouragan Iris (1995)
Pour les articles homonymes, voir Cyclone tropical Iris.
L'ouragan Iris est le premier des trois cyclones tropicaux à affecter les Petites Antilles sur une période de trois semaines, précédant les ouragans plus destructeurs Luis et Marilyn. Neuvième tempête nommée et cinquième ouragan de la saison cyclonique 1995 dans l'océan Atlantique nord, Iris s'est développée à partir d'une onde tropicale à l'est des Petites Antilles le 22 août et a atteint le statut d'ouragan en 30 heures. L'ouragan s'affaiblit en tempête tropicale avant de traverser les îles des Caraïbes du 26 au 28 août. Iris s'intensifie de nouveau en ouragan et atteint des vents soutenus avec des pointes à 176 km/h en traversant lentement l'Atlantique central. Le 3 septembre, l'ouragan s'accélère en allant vers le nord et absorbe la tempête tropicale en train de se dissiper Karen. Iris s'affaiblit à nouveau en tempête tropicale et devient extratropicale le 4 septembre, bien que ses restes aient de nouveau atteint des vents de force ouragan, avant de toucher l'Europe occidentale le 7 septembre. La tempête s'est dissipée peu de temps après.
En tant que tempête tropicale, Iris a produit de fortes pluies sur une grande partie des Petites Antilles. De fortes vagues ont provoqué des inondations côtières à Trinité, tandis qu'en Martinique, plus au nord, d'importantes précipitations ont entraîné des inondations et des glissements de terrain. La menace de l'ouragan a interrompu les évacuations aériennes à Montserrat, causée par l'éruption du volcan Soufrière. Il y a eu cinq décès liés à Iris : quatre en Martinique et un en Guadeloupe.

## Évolution météorologique
Les origines d’Iris proviennent d'une onde tropicale qui a quitté l'Afrique de l'Ouest le 16 août 1995, juste au sud de Dakar, au Sénégal. Il s’agit de la première de quatre ondes consécutives qui se transformeront plus tard en cyclones tropicaux. À mesure que le système se déplace vers l'ouest, les orages diminuent puis se redéployent progressivement. Le 22 août, vers 12 h UTC, le National Hurricane Center (NHC) classe le système comme dépression tropicale n° 10 à environ 1 000 km à l'est des Petites Antilles,. Six heures après son développement, la dépression s'intensifie en tempête tropicale. En raison de la présence de la tempête tropicale Humberto, les modèles de prévision des cyclones tropicaux ont du mal à prédire la trajectoire future d’Iris. Un vol de chasseurs d'ouragans en fin de journée indique que la tempête est significativement plus forte que prévu, signalant des vents soutenus de 171 km/h pendant une durée de 10 secondes à l'altitude de vol. Sur la base de ces lectures, on estime qu'Iris a atteint le statut d'ouragan vers 18 h UTC ce jour-là,.
Après s'être transformé en ouragan, Iris prend une direction ouest-sud-ouest en raison de son interaction avec Humberto (alors ouragan lui-même). Une dépression de niveau supérieur au nord de Porto Rico augmente le cisaillement du vent sur l'ouragan, ce qui disloque son centre de convection. En conséquence, Iris s'affaiblit au statut de tempête tropicale le 24 août après avoir été un ouragan pendant environ 24 heures,. À mesure que la tempête s'approche des Petites Antilles, les orages diminuent nettement et la configuration nuageuse se désorganise. Jusqu'au 25 août, on ne sait pas si Iris continuera vers les îles ou tournera vers le nord. Elle effleure Sainte-Lucie le matin du 26 août puis tourne vers le nord-ouest, la rapprochant de la plupart des Petites Antilles.
Iris atteint l'est de la Martinique le 26 août en fin d'après-midi, avec des vents entre 64 et 118 km/h et une pression de 1 000 hPa environ.
Au début du 27 août, Iris s'affaiblit à une intensité de 65 km/h, même si elle s'est immédiatement renforcée. Plus tard dans la journée, le centre touche terre à Montserrat, Anguilla et Barbuda avec des vents de 93 km/h,. À ce moment-là, un œil commence à se reformer et la structure devient mieux organisée à mesure que le cisaillement du vent diminue,.

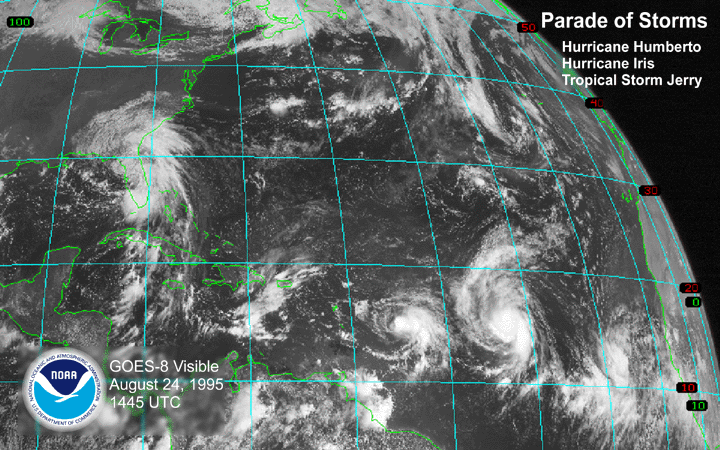
Une image satellite de l'océan Atlantique le 24 août incluant Humberto, Iris, Jerry et deux ondes qui deviendront finalement Karen et Luis.

Le 28 août, Iris s'éloigne des Petites Antilles et retrouve le statut d'ouragan à 18 heures UTC en entamant un mouvement régulier vers le nord-nord-ouest. À ce moment, sa trajectoire future est incertaine en raison des interactions entre Iris, Humberto au nord-est, la tempête tropicale Karen au sud-est et les restes de la tempête tropicale Jerry à l'ouest. De plus, après la formation de la tempête tropicale Luis le 27 août, il y a quatre cyclones tropicaux actifs dans l'Atlantique. Quelques jours plus tard, il apparaît trois ouragans simultanés, événement rare, lorsque Luis atteint le statut d'ouragan. Le 30 août, Iris se tourne vers le nord-est et interagit directement avec la tempête tropicale Karen. Au cours des jours suivants, cette dernière se déplace autour de la circulation plus large d'Iris, provoquant un déplacement erratique de l'ouragan,. L'intensité d'Iris ne change pas de manière significative pendant cette période, et un creux se déplaçant vers l'est contourne l'ouragan par le nord, rendant le mouvement presque stationnaire. Le 1er septembre, l’œil devient distinct et bien organisé et à 6 heures du matin UTC, Iris atteint des vents maximaux de 175 km/h au sud-est des Bermudes,,.
Après avoir atteint son intensité maximale, l'ouragan commence à s'affaiblir en raison de l'augmentation du cisaillement et des eaux plus froides,. Le 3 septembre, Iris absorbe la dépression tropicale Karen qui était en train de se dissiper. Elle accélère vers le nord-est en perdant ses caractéristiques tropicales, et après s'être affaibli en tempête tropicale, Iris devient un cyclone extratropical le 4 septembre au sud-est de Terre-Neuve. Les restes d'Iris se tournent vers l'est, se déplaçant en tandem avec une tempête extratropicale au nord. Le 5 septembre, la pression barométrique chute. Le lendemain, les vents se renforcent jusqu'au statut d'ouragan, en maintenant une trajectoire vers l'est en raison d'une crête s'affaiblissant au nord. La pression atteint un minimum de 957 mBar, inférieur à celui de l'époque où Iris était tropicale. Ce jour-là, la tempête s'affaiblie en entrant dans la Manche et ses restes extratropicaux continuent à travers l'Europe occidentale,.

## Conséquences

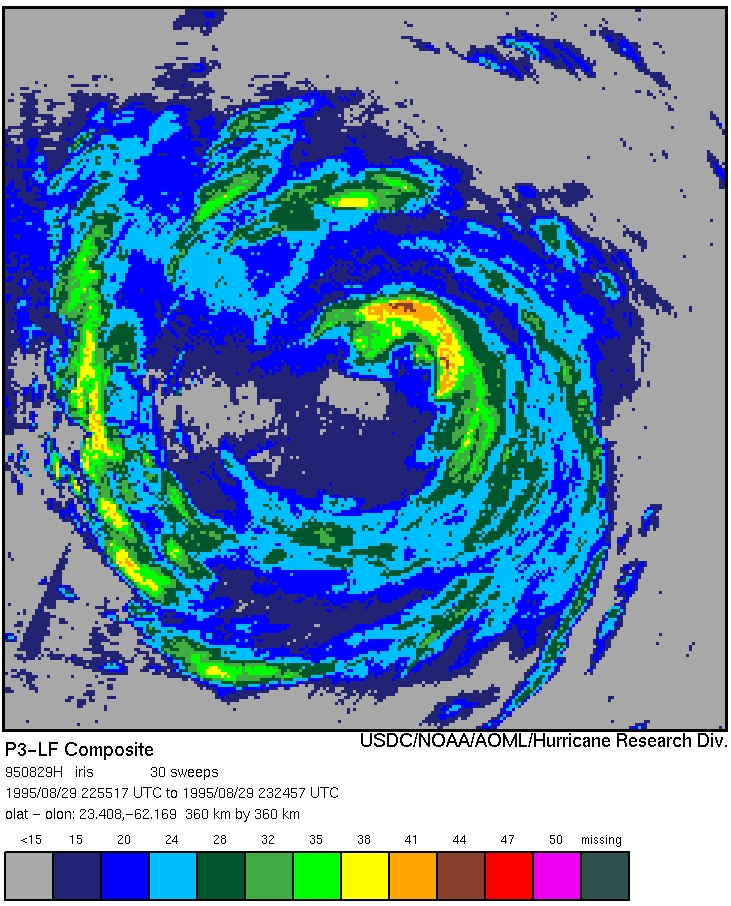
Image radar de l'ouragan Iris le 29 août

Avant qu'Iris ne traverse les Petites Antilles, des alertes de tempête tropicale, puis des avertissements, sont émis depuis la Barbade jusqu'aux Îles Vierges britanniques. Les inondations provoquent des évacuations dans les îles de Sainte-Lucie, de la Dominique et de Saint-Vincent-et-les-Grenadines. Iris est la première des trois tempêtes à toucher la région sur une période de trois semaines, précédant les ouragans plus destructeurs Luis et Marilyn.
Le 26 août en Martinique, Iris atteint des rafales de 90 km/h, avec des pluies torrentielles sur l'île. Une station météorologique aux Trois-Îlets enregistre 48 mm de précipitations sur une période de 30 minutes. Le total le plus élevé en 24 heures sur l'île est de 411 mm à Ducos. Les pluies provoquent des coulées de boue qui font trois morts, dont deux après qu'une maison ait été emportée d'une falaise au Vauclin. Des inondations sont signalées dans les zones côtières de la Martinique et de lourds dégâts sont signalés dans la commune du Vauclin au sud, ainsi que la destruction d'une partie de la bananeraie,.
Au passage de la tempête en Guadeloupe, elle produit des vents soutenus de 70 km/h, avec des rafales allant jusqu'à 100 km/h sur La Désirade. Il y a un décès sur l'île après qu'une personne se soit noyée dans une rivière inondée par la tempête. Au nord-ouest, l'ouragan se déplace vers Montserrat, provoquant des problèmes supplémentaires sur l'île quelques semaines seulement après le début de l'éruption du volcan de la Soufrière. Les autorités ferment l'aéroport principal en raison de la tempête, ce qui empêche les habitants d'évacuer l'île en raison de la menace volcanique. Plus au nord, Iris provoque la chute de 150 mm de pluie sur Antigua, ce qui détruit des bananiers et provoque des inondations dans les zones basses.
En raison des incertitudes sur la trajectoire d'Iris, le gouvernement des Bermudes émet une alerte de tempête tropicale le 1er septembre. Cette alerte est rétrogradée le 3 septembre après que l'ouragan ait contourné l'île,.
Plus tard, après qu'Iris soit devenue extratropicale, la tempête produit des vents de 70 km/h à La Rochelle sur la côte Atlantique de la France.